# دماء على الأسفلت (فلم)
دماء على الإسفلت هو فيلم درامي مصري من إنتاج سنة 1992، إخراج عاطف الطيب، وتأليف أسامة أنور عكاشة، وإنتاج شركة ساجا فيلم، ومن بطولة نور الشريف، وإيمان الطوخي، وحسن حسني، وحنان شوقي، وطارق لطفي. يُسلِّط الفيلم الضوء على حياة أسرة متوسطة مصريَّة، يقع أفرادها في الانحلال والضياع، حتَّى يعود سناء ليحاول التعرف على الأسباب التي أدَّت إلى ضياع الأسرة، وتساعدة في ذلك ابنة عمِّه سهام، التي كانت تربطه بها علاقة حُب.

## القصة
يشغل سناء مركزًا مرموقًا في منظمة دولية في الخارج، والده أبو الحسن باشكاتب في وزارة العدل له ثلاثة أبناء: الدكتور سناء، وعلاء، وولاء التي تعمل في أحد الفنادق. يصدم الأبناء ذات يوم باتهام أبيهم بسرقة ملف إحدى القضايا الهامة. فيعود الدكتور سناء كي يقف إلى جوار أبيه البريء. لكن يبدو أن الانحلال قد أصاب الأسرة. فولاء تحولت إلى فتاة هوى تتعاطى هي وعلاء الهيروين. يحاول سناء أن يتعرف على الأسباب التي دفعت الأسرة إلى ذلك وتساعده ابنة عمه الباحثة سهام التي كانت تربطه بها علاقة حب. ينتهي الفيلم بموت ولاء بحادث سيارة حيث تدهسها بعد أن تترك سيارة التكسي التي تركبها مع أخيها هاربة بعد أن تم اكتشاف عملها الحقيقي إثر تعرضها للسادية على يد أحد الزبائن الذي يضربها بشدة مما ينبه الجيران.

## طاقم التمثيل
- نور الشريف بدور سناء نور الحسن
- إيمان الطوخي بدور سهام نور الحسن
- حسن حسني بدور كامل نور الحسن
- حنان شوقي بدور ولاء نور الحسن
- طارق لطفي بدور علاء نور الحسن
- عثمان عبد المنعم بدور المعلم شافعي
- مروة الخطيب بدور زوجة الاب
- محمد أبو داوود بدور صفوت
- مجدي كامل بدور طارق
- تغريد البشبيشي بدور بولا
- نادية رفيق بدور توحيدة
- إبراهيم الدالي بدور رجل المراسم
- أحمد الدالة بدور زميل باريس
- مفيد عاشور بدور ضابط المباحث
- شعبان حسين بدور المستشار
- أحمد الطاهر بدور مدير السجن
- سامي مغاوري بدور ساهر مؤنس
- غريب محمود بدور ناشد المحامي
- كمال الزيني بدور الشخصية الهامة
- شكري منصور بدور نوح

## وصلات خارجية
- مقالات تستعمل روابط فنية بلا صلة مع ويكي بيانات